# Laid Back
Laid Back — датская поп-группа, сформированная в 1979 году, известность которой принесли хиты «Sunshine Reggae» (1982), «White Horse» (1983) и «High Society Girl» (1983).

## Карьера
Джон Гульдберг и Тим Шталь познакомились и начали играть вместе в середине 1970-х годов в рамках группы «The Starbox Band». Группа распалась после неудачного тура на разогреве у мэтров рока «The Kinks» пару лет спустя, и музыканты решили продолжить выступать вместе. Гульдберг создал небольшую студию в центре Копенгагена, где два музыканта начали изучать возможности, которые открывали новые технологии, такие как многодорожечные магнитофоны, синтезаторы и драм-машины.
Их дебютный альбом, получивший название «Laid Back», был выпущен в 1981 году, а сингл «Maybe I’m Crazy» стал хитом номер один в Дании. Первый альбом не принес коллективу особой популярности, и она оставалась известной только у себя на родине в Дании и Южной Америке.
Группа добилась международного признания в 1983 году с выходом альбома «Keep Smiling» и сингла «High Society Girl», сингл 1982 года «Sunshine Reggae» обрёл большую популярность в Европе в 1983 году (включая 1-е места в хит-парадах Германии и Австрии, 3-е в Италии, 4-е в Нидерландах и Бельгии). Советское телевидение включило 22 октября 1983 года в программу «Мелодии и ритмы зарубежной эстрады» выступление дуэта на итальянском фестивале в Сан-Винсенте, что положило начало популярности группы в СССР. В США популярность получила другая песня «White Horse», она довольно активно раскручивалась на дискотеках страны. Сингл занял первое место в Billboard’s National Disco Action и 26 место в Billboard Hot 100. Его относительно низкое место в Billboard Hot 100 было, скорее всего, из-за спорной лирики следа (включая слово «сука»), который препятствовал тому, чтобы он получил радиотрансляцию в большой части страны.
Причиной внезапного успеха явилась их уникальность: в отличие от многих датских групп лирика их песен была написана на английском языке и главное, хотя они пользовались только электронными инструментами, их композиции звучали в русле поп-музыки, что было необычно для времени повсеместного увлечения минором новых романтиков.
В дальнейшем они выпустили два имевших скромный успех альбома «Play It Straight» и «See You in the Lobby» в 1985 и 1987 годах соответственно, синглы «Abu-Dhabi» и «Tricky Kind of Thing» были выпущены для небольшой фанфары и ограниченного графика.
В 1989 году дуэт вернулся на музыкальную карту мира со своим новым синглом «Bakerman» (с участием датской певицы Ханны Боэль), ставшим хитом в большинстве европейских стран (включая 9-е место в Германии) и добившегося меньшего успеха в Великобритании, где песня поднялась до 44-го места в хит-параде (1990). Песня была активно «раскручена» на телевидении благодаря необычному видеоклипу, снятому режиссёром Ларсом фон Триером, в котором группа прыгает из самолета и «играет» на музыкальных инструментах в свободном падении.
В течение следующих двух десятилетий Laid Back продолжает работать вместе, а с тех пор выпустила четыре альбома, несколько синглов и два альбома с самыми большими хитами. Сборники хитов были выпущены в 1995 и 1999 годах.
В 2002 году дуэт создал музыку к фильму «Flyvende Farmor», за которую им была вручена премия «Robert», одна из наиболее важных премий в датской киноиндустрии, так называемый «датский Оскар».
В 2010 году дуэт вернулся с синглом «Cocaine Cool».

## Дискография
- 1981: Laid Back
- 1983: Keep Smiling
- 1985: Play It Straight
- 1987: See You in the Lobby
- 1990: Hole in the Sky
- 1993: Why Is Everybody in Such a Hurry
- 1995: Laidest Greatest
- 1999: Unfinished Symphonies
- 2004: Happy Dreamer
- 2011: Cosmic Vibes
- 2012: Cosyland
- 2013: Uptimistic Music vol. 1
- 2013: Uptimistic Music vol. 2
- 2019: Healing Feeling
- 2023: Road To Fame
- 2024: Forevergreen

## Синглы
| Год  | Песня                       | Позиции в чартах | Позиции в чартах | Позиции в чартах | Позиции в чартах | Позиции в чартах | Позиции в чартах | Позиции в чартах | Позиции в чартах | Позиции в чартах | Позиции в чартах | Позиции в чартах | Альбом                            |
| Год  | Песня                       | NED              | BEL (FLA)        | GER              | AUT              | SWI              | SWE              | UK               | NZ               | US               | US R&B           | US Dance         | Альбом                            |
| ---- | --------------------------- | ---------------- | ---------------- | ---------------- | ---------------- | ---------------- | ---------------- | ---------------- | ---------------- | ---------------- | ---------------- | ---------------- | --------------------------------- |
| 1980 | «Maybe I’m Crazy»           | —                | —                | —                | —                | —                | —                | —                | —                | —                | —                | —                | Laid Back                         |
| 1981 | «China Girl»                | —                | —                | —                | —                | —                | —                | —                | —                | —                | —                | —                | Laid Back                         |
| 1981 | «Bolivia»                   | —                | —                | —                | —                | —                | —                | —                | —                | —                | —                | —                | Laid Back                         |
| 1981 | «Night Train Boogie»        | —                | —                | —                | —                | —                | —                | —                | —                | —                | —                | —                | Laid Back                         |
| 1983 | «Sunshine Reggae»           | 4                | 4                | 1                | 1                | 9                | —                | —                | —                | —                | —                | —                | …Keep Smiling                     |
| 1983 | «High Society Girl»         | —                | —                | 9                | —                | —                | —                | —                | —                | —                | —                | —                | …Keep Smiling                     |
| 1984 | «White Horse»               | 15               | 18               | —                | —                | —                | —                | 90               | 49               | 26               | 5                | 1                | …Keep Smiling                     |
| 1984 | «Elevator Boy»              | —                | —                | —                | —                | —                | —                | —                | —                | —                | —                | —                | …Keep Smiling                     |
| 1985 | «One Life»                  | —                | —                | —                | —                | —                | —                | —                | —                | —                | —                | 10               | Play It Straight                  |
| 1986 | «I’m Hooked»                | —                | —                | —                | —                | —                | —                | —                | —                | —                | —                | —                | Play It Straight                  |
| 1987 | «It’s a Shame»              | —                | —                | —                | —                | —                | —                | —                | —                | —                | —                | —                | See You In The Lobby              |
| 1987 | «Party at the White House»  | —                | —                | —                | —                | —                | —                | —                | —                | —                | —                | —                | See You In The Lobby              |
| 1987 | «So This Is X●Mas»          | —                | —                | —                | —                | —                | —                | —                | —                | —                | —                | —                | Сингл                             |
| 1989 | «Bakerman»                  | 20               | 27               | 9                | 1                | 10               | 13               | 44               | —                | —                | —                | —                | Сингл                             |
| 1990 | «Bet It on You»             | —                | —                | —                | —                | —                | —                | —                | —                | —                | —                | —                | Hole In The Sky                   |
| 1990 | «Highway of Love»           | —                | —                | 59               | —                | —                | —                | —                | —                | —                | —                | —                | Hole In The Sky                   |
| 1993 | «I Can’t Live Without Love» | —                | —                | —                | —                | —                | —                | —                | —                | —                | —                | —                | Why Is Everybody In Such A Hurry! |
| 1993 | «Groovie Train»             | —                | —                | —                | —                | —                | —                | —                | —                | —                | —                | —                | Why Is Everybody In Such A Hurry! |
| 1995 | «We Don’t Do It»            | —                | —                | —                | —                | —                | —                | —                | —                | —                | —                | —                | Laidest Greatest                  |
| 1999 | «Key To Life»               | —                | —                | —                | —                | —                | —                | —                | —                | —                | —                | —                | Unfinished Symphonies             |
| 2000 | «Feels Like Heaven»         | —                | —                | —                | —                | —                | —                | —                | —                | —                | —                | —                | Unfinished Symphonies             |
| 2003 | «Beautiful Day»             | —                | —                | —                | —                | —                | —                | —                | —                | —                | —                | —                | Happy Dreamer                     |